# Acanthodactylus blanfordii
Espèce
Synonymes
- Acanthodactylus cantoris var. blanfordii Boulenger, 1918

Statut de conservation UICN

 LC  : Préoccupation mineure
Acanthodactylus blanfordii est une espèce de sauriens de la famille des Lacertidae.

## Répartition
Cette espèce se rencontre en Oman, aux Émirats arabes unis, en Iran, en Afghanistan, au Pakistan et en Inde.

## Étymologie
Cette espèce est nommée en l'honneur du naturaliste britannique William Thomas Blanford (1832-1905).

## Publication originale
- Boulenger, 1918 : Sur les lézards du genre Acanthodactylus Wieg. Bulletin de la Societe Zoologique de France, vol. 43, p. 143-155 (texte intégral).